# 南谷真鈴
南谷真鈴（日语：／ Minamitani Shinrin）（1996年12月20日—）是一名日本女性登山者，出生於神奈川縣川崎市。他是完成七大陸最高峰登顶这一成就的日本人中，年龄最小的一人。
南谷早年畢業於南島中學，后进入早稻田大學政治經濟學部就读。2015年，南谷登上马纳斯卢峰，成为日本最年轻的登上8000米以上高山和登上8000米以上高山的世界最年轻女性。
2016年7月4日，在上大二的南谷，成功登上迪纳利，完成登顶七大陸最高峰的成就。在兩個月前的2016年5月23日，他也登上过珠穆朗瑪峰，成為日本人最年少登頂者。
2017年4月13日，南谷成功抵达北極点，达成了到过北极点、南极点，以及曾登顶七大大陆最高峰的“探险家大满贯”成就。

## 登山與冒險經歷
- 2015年1月 - 阿空加瓜山登頂
  - 7月 - 乞力马扎罗山登頂
  - 8月 - 勃朗峰登頂
  - 10月 - 马纳斯卢峰登頂
  - 12月 - 科修斯科山登頂
  - 12月 - 文森山登頂
- 2016年1月 - 南极到達
  - 2月 - 查亞峰登頂
  - 3月 - 厄尔布鲁士山登頂
  - 5月 - 珠穆朗瑪峰登頂 （登顶的最年少的日本人）
  - 7月 - 迪纳利登頂
- 2017年4月 - 到达北极点

## 外部連結
- 公式サイト（页面存档备份，存于）
- 南谷真鈴的X（前Twitter）
- Marin Minamiya的Facebook專頁
- Marin Minamiya的Instagram帳戶
- MARIN MINAMIYA（页面存档备份，存于） - The Japan Times